# Хомољске планине
Хомољске планине се налазе у источној Србији и припадају групи Карпатско-балканских планина. Изграђене су претежно од шкриљаца и кречњака. Имају правац пружања запад-исток и смештене су између Звишке котлине на северу и Жагубичке котлине на југу, као и између Млавске котлине на западу и изворишних делова Горњег Пека на истоку. Просечна висина је око 900 метара, а највиша тачка износи 962 метра.
Планине су богате густом шумом и многим речним изворима, који се спуштају са падина.
У административном смислу скоро у потпуности припадају општини Жагубица, која се граничи са општинама: Петровац, Деспотовац, Бор, Мајданпек и Кучево.
На обронцима и падинама Хомољских планина и у клисури реке Млаве налазе се остаци бројних манастира из средњег века. До данас су ту остали манастири: Тршка црква код Жагубице, Горњак, Св. Тројица и Решковица код села Ждрело, Ђеринац код Бистрице, Витовница и Брадача.
У овом крају добро су очувана обележја старе културе, народних обичаја, старих заната и традиционалне архитектуре. Нижи делови планина обрасли су храстовим шумама, на средњим деловима су храстове и букове шуме, док се на највишим деловима налазе пашњаци и ливаде, и на њима катуни и бачије, старинска сточарска станишта, која су и данас у употреби, посебно између Ђурђевдана и Митровдана, где пасу стада оваца, од чијег се млека прави хомољски сир.

## Врхови Хомољских планина[5][6]
- Хомољски Оман 962 м[7][8][9]
- Штубеј 940 м
- Купинова Глава 923 м
- Велики Суморовац 911 м
- Здравча 897 м
- Велики Врањ 884 м
- Пољана Треснита 880 м
- Чока Њамци 856 м
- Тилва Уроша 854 м
- Стрњак 848 м
- Припор 846 м
- Велики Вукан 825 м
- Врата 815 м
- Кобиља Глава 778 м
- Мали Вукан 752 м